# ジン・トニック
ジン・トニック（英語: Gin and Tonic）とは、ジンにトニックウォーターを加えて作るカクテルである。

## 標準的なレシピ
- ドライ・ジン - 45ml[4]
- トニックウォーター  - 適量[4]
- ライムもしくはレモン[4]

### 作り方
1. 氷を入れたタンブラーグラスにジンを注ぐ[4]。
2. よく冷やしたトニックウォーターでグラスを満たし、軽くステアする[4]。
3. 好みでライムもしくはレモン、またはそれらの果汁を加える[5]

## 歴史
ジン・トニックはジンにトニックウォーターを加えて作るカクテルであり、トニックウォーターはキニーネ入りの炭酸水である。
キニーネはキナノキの樹皮に多く含まれる成分で、1630年頃にイエズス会の宣教師によってヨーロッパに持ち帰られたことでマラリアへの効能が判明、1800年頃にはマラリアのほか様々な症状に用いられる万能薬として扱われていた。しかしキニーネは非常に強い苦みを伴うため飲みにくく、アルコール飲料を中心に様々な飲料に混ぜることで摂取されていた。ビールやワインのほか、1730年代イングランドではチョコレートと、1771年のイギリス海軍ではラム酒、1856年のニジェールではシェリー酒と様々である。1700年代後半には人工的な炭酸水が開発され、当初は薬効があると考えられていたことから、同じく健康増進効果があると考えられていたキニーネを混ぜて販売する業者が現れた。最古のキニーネ入り炭酸水はヒューズ・アンド・カンパニーが発売したもので、1835年の広告からその存在が確認できる。1858年にはロンドンのエラスムス・ボンドが「ピッツの気泡入りトニックウォーター」を、1870年代にはシュウェップス社がトニックウォーターを作り始めた。
ジンとトニックウォーターを混ぜ始めたのはイギリス統治下のインドである。インドはマラリアが存在するため、イギリス人たちはキニーネの錠剤やトニックウォーターで摂取していた。ジン・トニックはジンをトニックウォーターで割る単純なカクテルであるため誰が開発したのか特定するのは困難であるが、1868年のインドのイギリス人向けスポーツ雑誌にジン・トニックが嗜好品として飲まれていたことがわかる記述があり、1880年頃にはインドで人気を博するようになった。また、遠地に派遣されていたイギリス海軍では壊血病予防のためにレモンやライムなどの柑橘類が支給されていたため、ジン・トニックにそれらを絞って飲まれるようになった
ジン・トニックがアメリカに伝わった当初は異国の薬用カクテルだと認識されていた。チャールズ・H・ベイカー・ジュニアは1939年の著書でジン・トニックについて「米国に伝わってまだ日が浅く、東洋の異国に通じていることを仲間に印象づけたい者が、自ら主催するパーティで供する程度だ」と述べている。アメリカで人気を博するようになったのは第二次世界大戦後で、シュウェップス社が1953年にアメリカに工場を開設し、積極的な宣伝を行ったことで定番のカクテルとして人気を博した。